# Forcella (moto)
La forcella di una moto è la parte anteriore della stessa, che collega al telaio la ruota anteriore, permette di sterzare e ha la funzione di sospensione (controllano il movimento del telaio rispetto allo pneumatico) e ammortizzatore (smorzano e rallentano l'oscillazione).

## Introduzione
Le caratteristiche di una forcella sono solitamente un compromesso tra le esigenze di tenuta di strada e quelle di comfort, l'obiettivo principale del loro impiego è comunque quello di ottenere, nel complesso e durante i vari percorsi, un'ottimale stabilità del veicolo ed un elevato comfort per il pilota e l'eventuale passeggero/i.
Le forcelle si distinguono in diversi tipi, per via delle varie varianti tra i vari sistemi che assicurano il movimento relativo fra telaio e ruote.
A seconda dell'applicazione e del tipo di forcella la velocità d'escursione che in ambito stradale può variare da 0,1 a 6 m/s, mentre in ambito fuoristrada si possono raggiungere i 10 m/s.

## Forcella girder

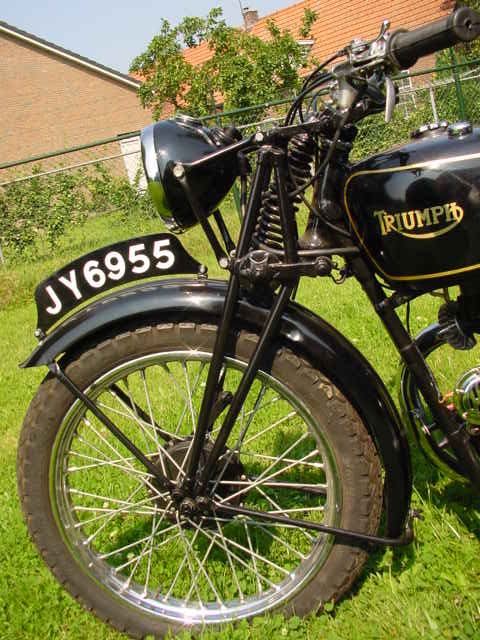
Triumph con forcella girder

Questo tipo di forcella è diventato datato e non viene più utilizzato, in quanto eventualmente viene adoperata la Forcella Hossack/Fior (Duolever), che può essere considerata la sua evoluzione.
È costituito da una forcella formata da tubi saldati, che viene fissata alle piastre di sterzo superiori e inferiori tramite due coppie di bracci (una coppia per piastra) andando a formare un parallelogramma, dove la forcella sale e scende rispetto al telaio sotto l'azione della ruota.
La sospensione in questo tipo di forcella è generalmente costituite da una sola molla che è posizionata tra i due bracci della forcella, agganciata a una piastra presente tra i due bracci e al telaio della moto, l'ammortizzatore è costituito da due frizioni a dischi che generalmente è posizionata sulla coppia di bracci inferiori.

## Forcella springer

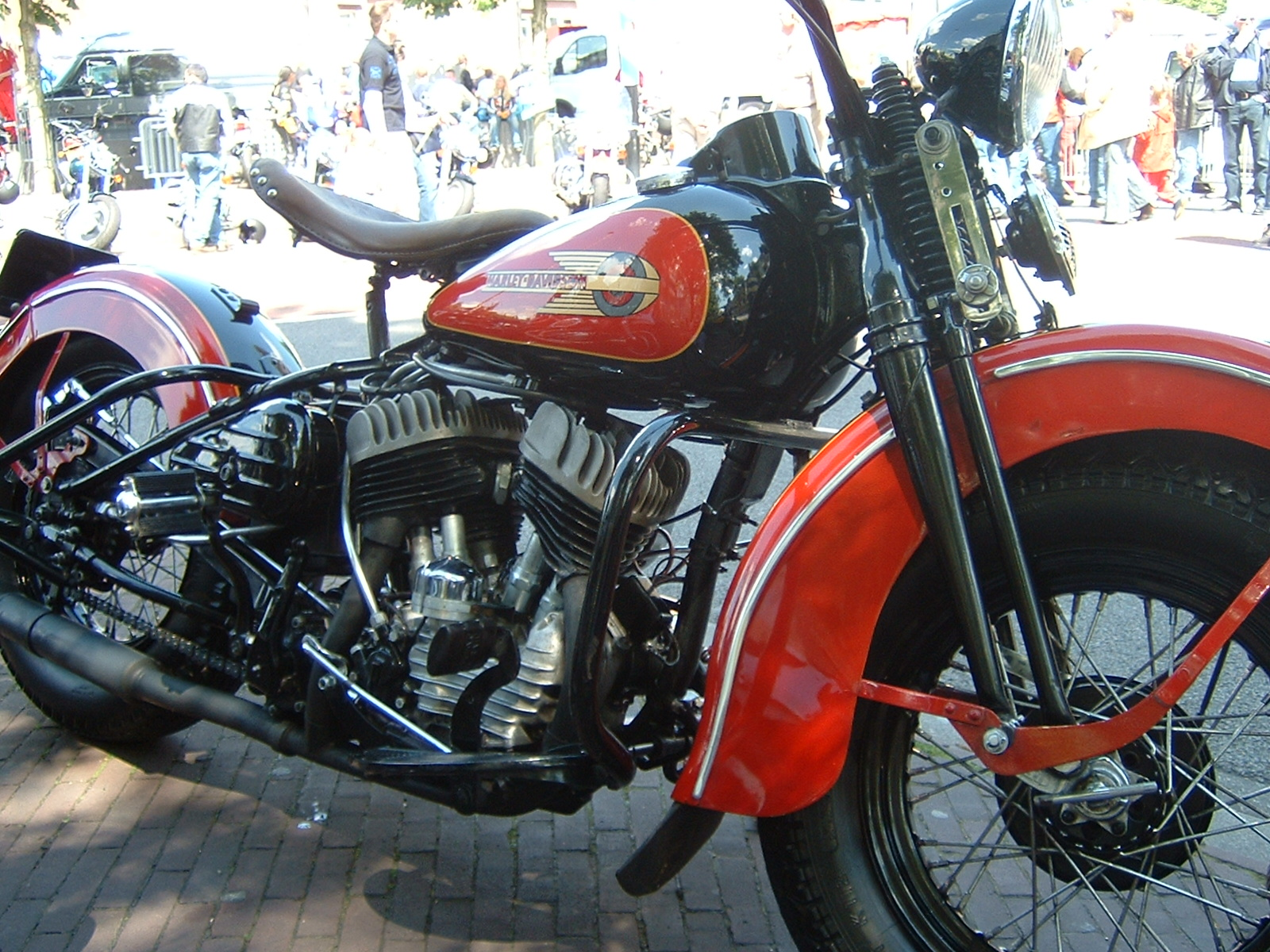
Harley Davidson con forcella springer, provvista di ammortizzatore a frizione

Questo tipo di forcella è diventato datato, ma viene ancora utilizzato su alcune moto, soprattutto nel caso delle custom artigianali per il suo stile retro.
Questo tipo di forcella ha una forma a parallelogramma, dove c'è una forcella fissa (come nelle biciclette), da cui parte un braccio, al quale è collegato un'altra forcella che va a comprimere o estendere delle molle, ovviamente questa forcella e le molle sono vincolate da un'asta su cui le molle non possono muoversi lateralmente e su cui la forcella scorre, da come si potrà capire la corsa della ruota può benissimo non essere uguale alla corsa della forcella mobile, questo dipende dalle misure del braccio che collega le due forcelle e la ruota.

Questo sistema ha dei limiti funzionali, che sono dati dal breve braccio della forcella, risulta breve anche la corsa della ruota, inoltre non sempre è provvista di ammortizzatore, per questo si ha una sua ridotta diffusione.

## Forcella Trailing Link

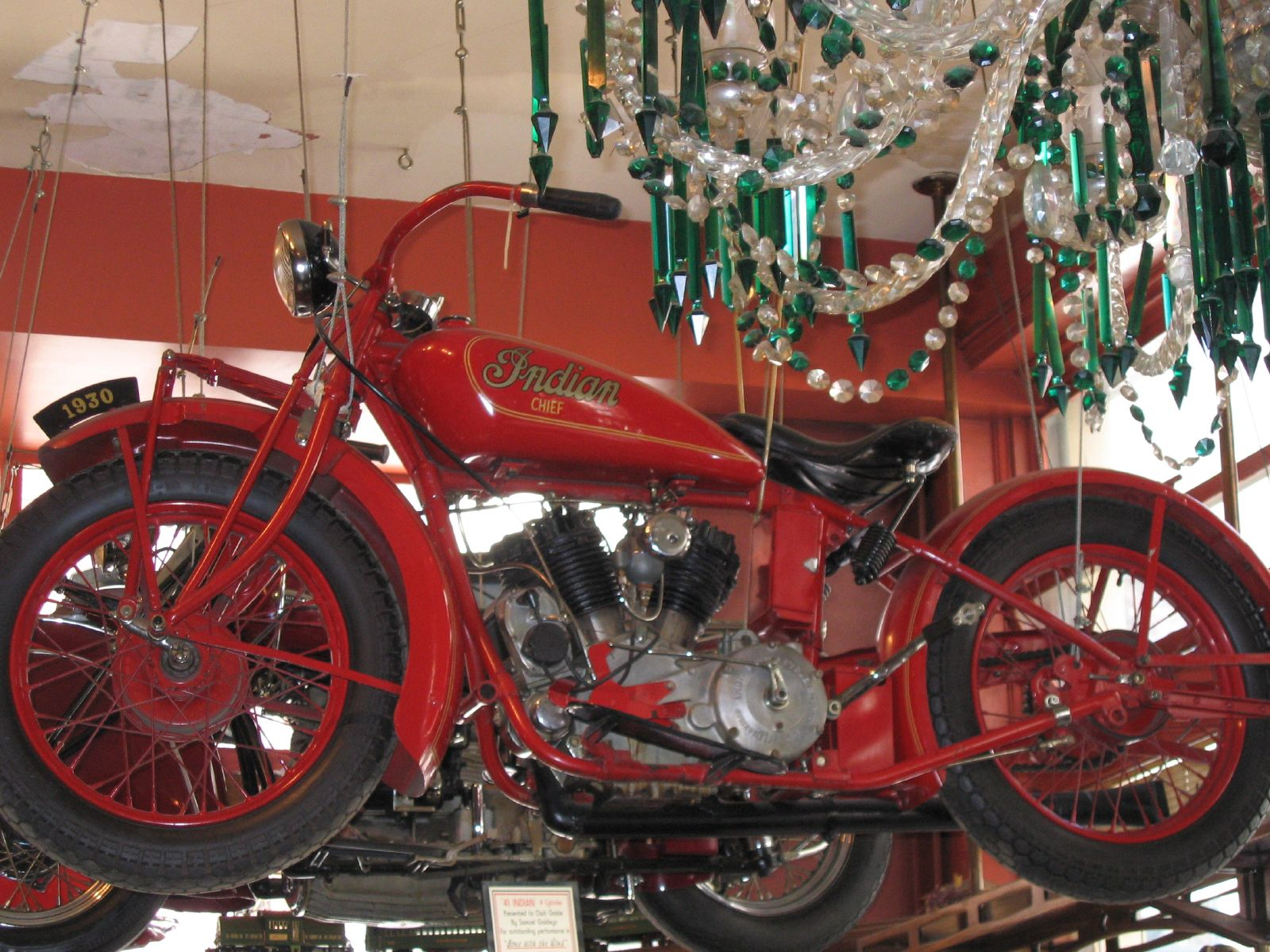
Indian con forcella Trailing Link

Questo tipo di forcella è diventato datato, ma viene ancora utilizzato su alcune moto di basso costo e dedicate ai mercati più poveri, come l'India, una ditta che utilizza ancora questa soluzione è l'Indian.
Questo sistema è costituito da una forcella rigida, come quelle delle biciclette, la quale viene collegata alla ruota tramite due bracci, i quali sono governati nell'oscillazione da una sospensione a balestra tramite un'asta a U, la quale evita che ci sia una flessione della ruota a destra o sinistra, la forcella, la ruota e l'asta ad U sono collegate in tre punti diversi dei due bracci che mettono in comunicazione la forcella con la ruota.
Questo sistema ha la caratteristica d'essere molto semplice, robusto ed economico, il che è l'ideale per paesi poveri o dove i mezzi devono avere come caratteristica fondamentale l'affidabilità.

Questo tipo di forcella ha però lo svantaggio d'avere una ridotta escursione della ruota, la quale escursione è data dalle misure dei bracci che collegano le forcelle alla ruota, inoltre dato che generalmente questa forcella è accoppiata ad un parafango fissato alle forcelle, con l'escursione della ruota verso il pilota, si ha l'avvicinamento della ruota con il parafango, il quale se sporco nella parte inferiore, può portare a sgradevoli attriti.

## Forcella Leading Link

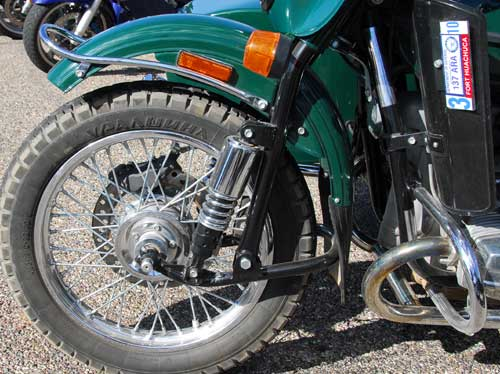
IMZ-Ural con forcella Leading Link

Questo tipo di forcella pure è datato, ma viene ancora utilizzato su alcune moto di basso costo e dedicate ai mercati di paesi che non pretendono il massimo della qualità ma dell'affidabilità, come in Russia, questo sistema è utilizzato dalla IMZ-Ural, e soprattutto per mezzi muniti di sidecar.
Questo sistema è costituito da una forcella rigida, come quelle delle biciclette, la quale viene collegata alla ruota tramite un'asta a U, la quale evita che ci sia una flessione della ruota a destra o sinistra, quest'asta viene collegata con una coppia di sospensioni (doublecross) come quelle presenti al retrotreno.
Questo sistema pur essendo molto semplice, è robusto e permette una certa finezza nel controllo del movimento della ruota anteriore.

Per contro questo tipo di forcella ha la limitazione dell'escursione della ruota, per via dell'utilizzo dell'asta ad U, ma risulta essere comunque sufficiente, soprattutto per mezzi stradali.

## Forcella Earles

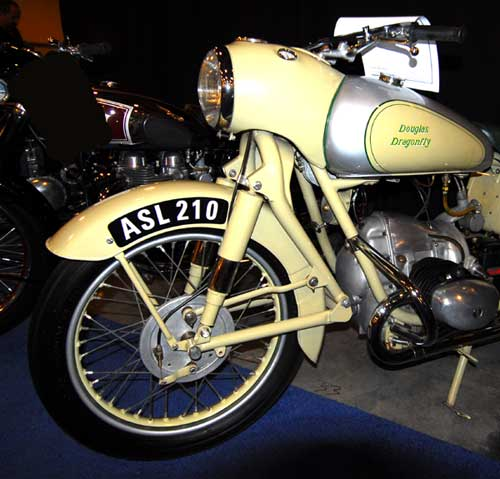
Douglas con forcella Earles

Questo tipo di forcella è ormai datato, ma è stato molto apprezzato in passato. Questo sistema è una variazione delle forcelle Leading Link dove, in questo caso, i componenti formano un triangolo con la ruota, mentre nel sistema Leading Link la ruota era collegata da un prolungamento di un lato del triangolo.
La forcella Earles è un sistema con forcella rigida, la quale termina dietro la ruota, e dalla quale parte un braccio a U che va a finire sul perno della ruota anteriore. La coppia di sospensioni (doublecross) sono collegati a questo braccio ad U, vicino al perno della ruota e alla forcella. Questo sistema è molto simile come comportamento a quello di un forcellone per la ruota posteriore.
Questo sistema è stato la base del brevetto, progettato dall'inglese Ernest Earles, in cui la forcella anteriore del tipo triangolare permette d'avere una maggiore rigidità in frenata. Il sistema è stato concepito per moto che devono ospitare sidecar. Dal 1955 al 1969 la BMW ha usato queste forcelle anche su moto senza sidecar.
Questa sospensione, quando veniva utilizzata con un impianto frenante del tipo a tamburo, doveva utilizzare un'asta per far sì che la parte ferma del tamburo, che alloggia le ganasce, non ruotasse.
Il limite di queste forcelle è dato dall'escursione delle due sospensioni adoperate, le quali, per via del loro posizionamento, non devono avere un'escursione elevata, limitando l'utilizzo di questo tipo di sospensione per veicoli stradali.

## Forcella a braccetto oscillante/ Monobraccio

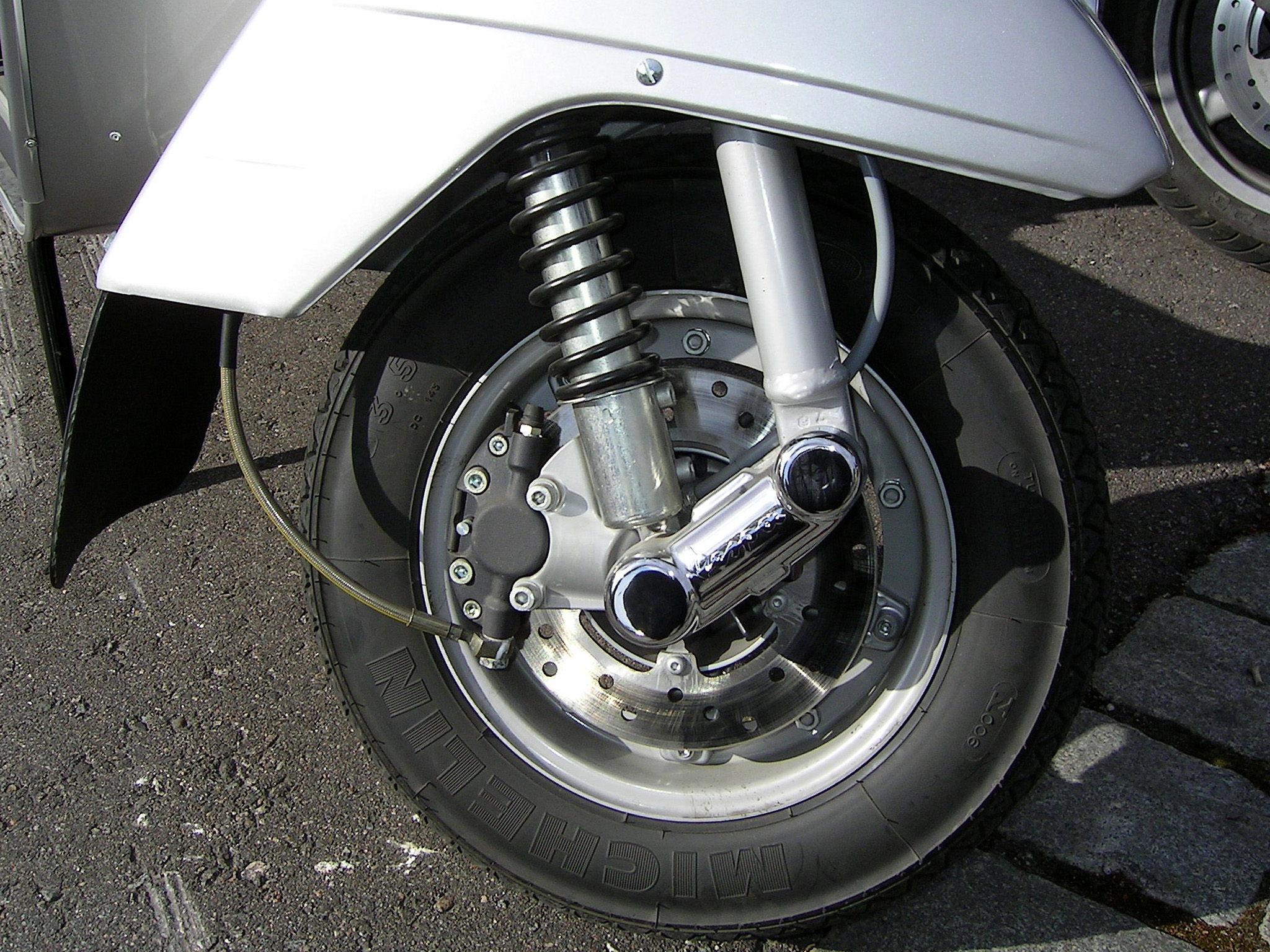
Vespa con forcella monobraccio

Questo sistema viene ancora utilizzato dalla Vespa, che permette di cambiare più velocemente la ruota, quest'esigenza era nata dal fatto che quando è nata la vespa, le forature agli pneumatici erano molto frequenti, per questo la Piaggio ha ideato questo sistema a monobraccio, che permette sostituzioni rapide della ruota.
Il sistema è composto da una forcella a singolo braccio rigido, su cui si snoda un braccio (mazzetta rivolto verso la coda del mezzo) che termina sul perno della ruota, inoltre su questo braccio si aggancia la sospensione, che in questo caso è molto simile alle unità montate al retrotreno e che si aggancia anche alla forcella rigida.
Con la forcella rigida e il braccio oscillante si ha la corretta posizione della ruota e si evita la rotazione lateralmente rispetto alla forcella, mentre con l'elemento sospensione si assorbono le asperità agendo sul braccio oscillante, l'insieme assume la forma di un triangolo.
Esattamente come tutte le forcelle che funzionano tramite braccetto oscillante, la limitazione principale rimane la ridotta corsa della forcella, anche se risulta sufficiente per l'utilizzo stradale, soprattutto se accoppiata a pneumatici con una spalla dello pneumatico alta.

## Forcella telescopica e teleidraulica

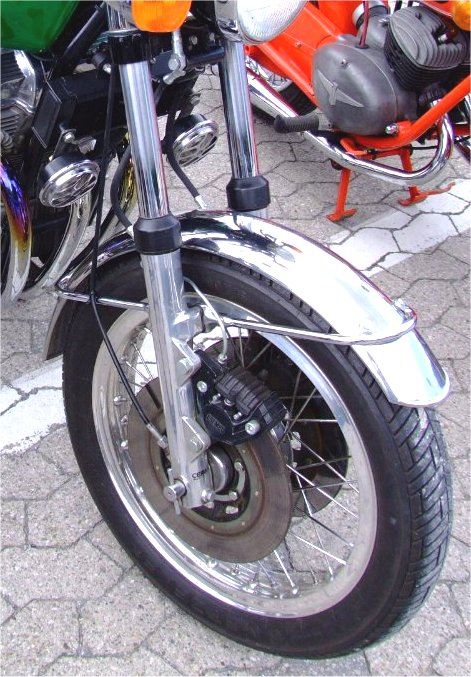
Forcella teleidraulica Ceriani su Laverda 1000 3C del 1974

La forcella teleidraulica o forcella oleodinamica (munita di regolazioni per l'ammortizzatore) è il tipo di sospensione anteriore più utilizzato, per la sua semplicità di costruzione e montaggio, oltre che per leggerezza e funzionalità; la prima applicazione di questo sistema è sulla BMW R 12 nel 1935.
La forcella telescopica si distingue per la mancanza del supporto dell'ammortizzatore.

### Struttura
Il sistema è costituito da due coppie di due tubi coassiali, che scorrono uno dentro l'altro, dove il tubo di minor diametro viene definito "stelo" o in questo caso anche "tubo di forza", mentre quello di diametro maggiore viene definito "fodero"; ogni coppia prende il nome di "gambale" e sono collegate al cannotto di sterzo con due trapezi (o piastre).

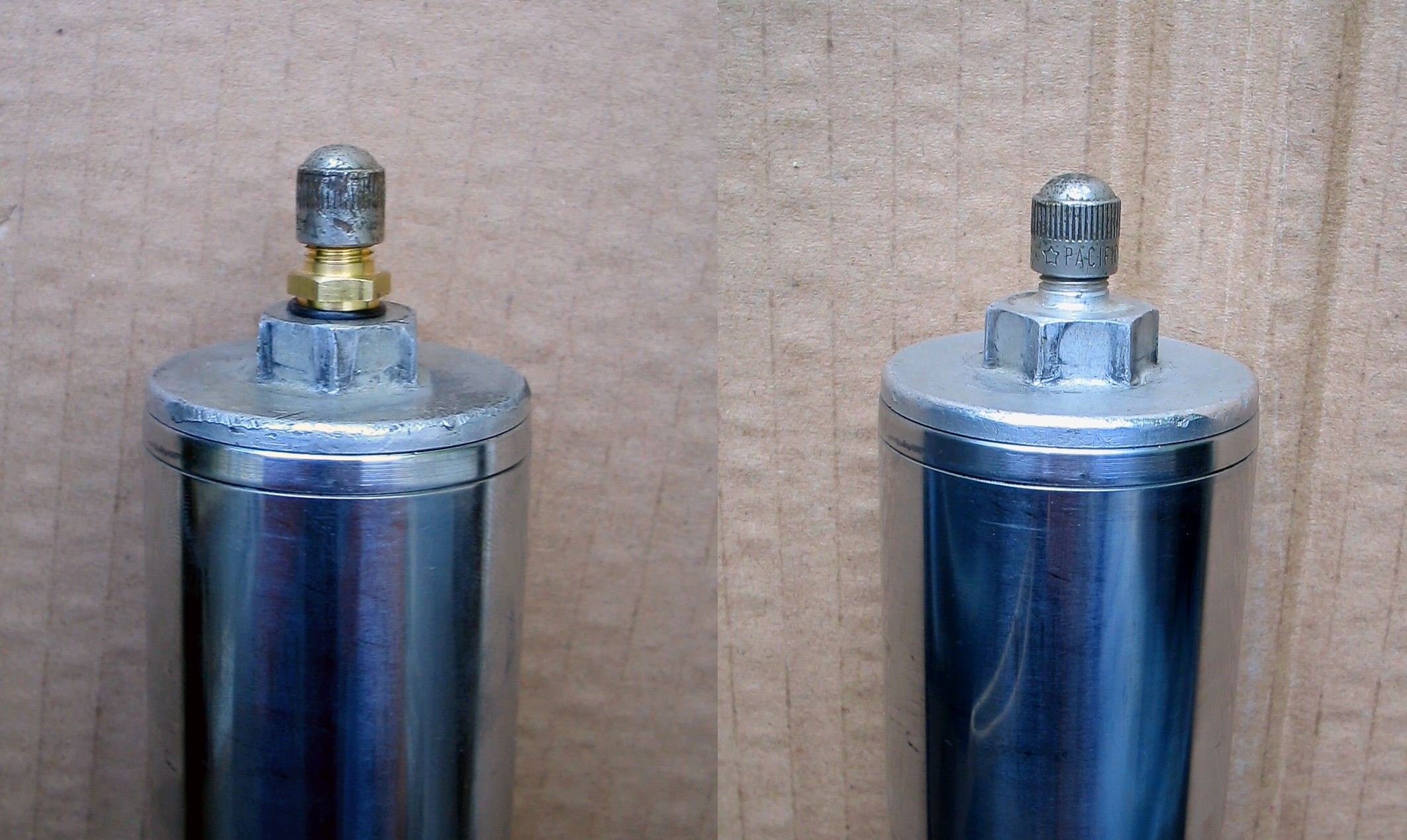
Forcella teleidraulica con valvole pneumatiche per regolare la pressione dell'aria

All'interno di questi tubi viene alloggiato l'elemento elastico (o su un solo gambale o su entrambi i gambali), che può essere una molla a spirale o una molla pneumatica (il primo esempio si ha nel 1976 con la Yamaha YZ400 con la Fox Factory Forx) o misto (molla a spirale e molla pneumatica) come la forcella della Yamaha XT 600 2KF, le Kawasaki KX (125, 250, 420 e 500) dal 1978 al 1988 o la Kawasaki KLR 250 e 650 dal 1985 al 2005 e nel caso di forcelle teleidrauliche si ha anche l'ammortizzatore (o a funzioni differenziate o uguali su entrambi i gambali), generalmente di tipo idraulico, contenente olio sintetico di una determinata viscosità.

### Accorgimenti

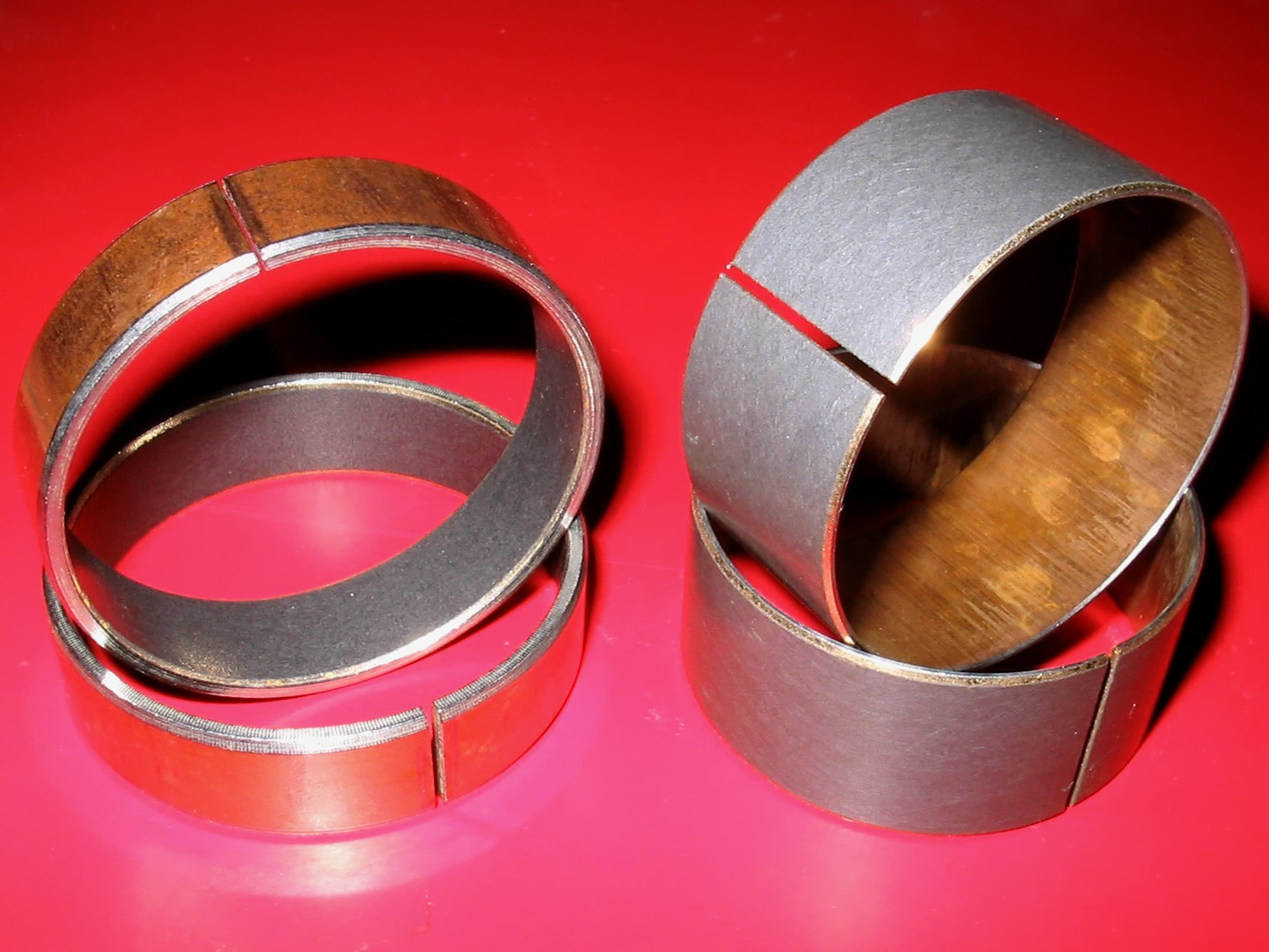
Boccola di forza

Per migliorare la funzionalità e la vita utile si usano come accorgimenti:
- Boccola di scorrimento/forza, elemento interposto tra i due tubi, per fare in modo che ci sia il minor attrito possibile tra i due steli nel loro scorrere. Ha un basso coefficiente d'attrito (solitamente reca un riporto in teflon) e ridotte tolleranze.
- Cromatura dura a spessore dello stelo, tubo di diametro minore che scorre dentro al tubo di diametro maggiore. Solitamente i tubi sono cromati per migliorare la loro resistenza all'usura e allo scorrimento.
- Trattamenti antiusura si tratta di rivestimenti applicati sui steli cromati, in modo da poter aumentare la durezza superficiale e ridurre gli attriti
  - AlTiN (Nitruro di Titanio e di Alluminio) applicato con deposizione dei composti a seguito evaporazione PVD (Physical Vapour Deposition), conferisce una colorazione nera.
  - CrN (Nitruro di Cromo) applicato con deposizione dei composti a seguito evaporazione PVD (Physical Vapour Deposition), rimane l'aspetto originale.
  - DLC (Diamond-Like Carbon), è una famiglia di trattamenti, generalmente è del tipo tetrahedral amorphous carbon (ta-C) applicato con deposizione chimica dei composti a bassa temperatura CVD (Chemical Vapour Deposition), conferisce una colorazione nera.
  - TiN (Nitruro di Titanio) applicato con deposizione dei composti a seguito evaporazione PVD (Physical Vapour Deposition), conferisce una colorazione giallastra.
- Stelo con diametro maggiorato sui punti d'attacco, lo stelo ha un diametro maggiore nei punti in cui questo si collega alle piastre dello sterzo, aumentando la forza che vincola lo stelo alle piastre. Tale soluzione veniva usata sulle moto da fuoristrada da competizione (enduro e motocross) alla fine degli anni '80, periodo nel quale venivano ancora usate le forcelle tradizionali.
- Piastra antisvergolamento, alla sommità dei foderi è generalmente presente una piastra che rimane nascosta dal parafango, che permette d'irrigidire molto la struttura della forcella ed evitare lo svergolamento della stessa.
- Molle esterne tecnica utilizzata in modalità diverse, come nel caso della Itom super sport e Itom astero 4m (soluzione usata anche su altre moto di altri produttori come Benelli 125 Leoncino Corsa) o dalla Honda NR 500 0X, questo permette una maggiore flessibilità della struttura interna dell'ammortizzatore e rimuovere lo sbattimento dell'olio con la molla,.
- Foderi con attacco pinza, i foderi sono normalmente dotati di attacchi per le pinze dei freni a disco, in modo da avere la maggiore rigidità possibile.
- Valvola di sfiato aria, nel normale utilizzo della forcella, l'olio nuovo contenuto al suo interno crea un gas, il quale accumulandosi aumenta la pressione interna e limita la funzionalità della forcella (rendendola rigida). La valvola quando viene aperta lascia fuoriuscire tale gas, ripristinando la condizione ottimale, tale valvola qualora previsto può essere utilizzata anche per regolare la rigidità della forcella.
- Valvola/vite di spurgo olio, per velocizzare e facilitare la sostituzione dell'olio. Può essere posta nella parte inferiore e posteriore del fodero o nella parte inferiore, inoltre può essere scoperta e permettere il cambio olio senza complicanze o posto nella sede d'attacco ruota dietro al perno della stessa, richiedendo lo smontaggio della ruota.

- Copristeli è un elemento morbido comprimibile, generalmente formato da tante pliche per conferirgli l'elasticità necessaria, questo sistema evita che qualsiasi corpo possa andare sullo stelo rovinando lo stesso e i raschiapolvere con il paraolio, viene usato soprattutto sulle competizioni su sabbia.
Questi sistemi possono essere realizzati come soffietti (corpo cilindrico munito di piegatura a libretto) o da calze, ma generalmente non viene usato su forcelle rovesciate.
- Rivesti steli è un elemento rigido che serve sia a proteggere lo stelo sia a ridurre l'effetto visivo del doppio diametro della forcella, che in questi casi sembra essere un tubo.
- Parasteli il parasteli viene usato principalmente sulle forcelle rovesciate e nei mezzi stradali, dove in questo caso è un tutt'uno con il parafango anteriore, mentre nei mezzi da fuoristrada sono divisi dal parafango, che non è vincolato alla ruota, ma al telaio. Quest'accorgimento è necessario perché con le forcelle rovesciate si ha un'esposizione delle stesse, tale soluzione è comparsa anche su alcune motociclette con forcelle tradizionali, come nel caso della Yamaha XT 125 R, dove sono un tutt'uno con la mascherina portafaro.

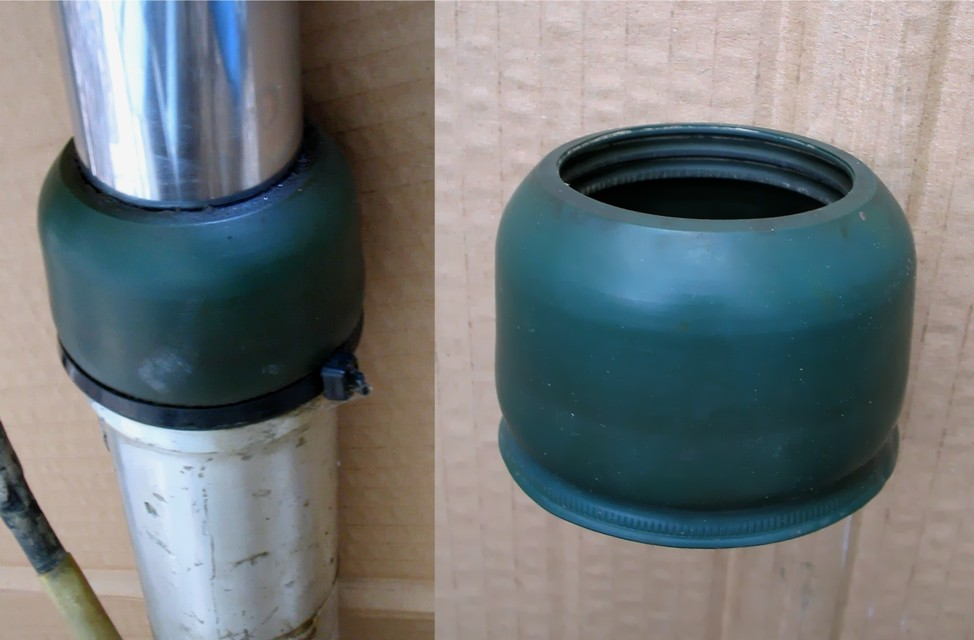
Raschiafango

- Proteggi tenute o raschiafango si tratta di un elemento rigido molto simile ai raschiapolvere esterni, che copre la tenuta più esposta (raschiapolvere) e grazie al fatto che rimane ravvicinata allo stelo rimuove le impurità più grandi, quali il fango, permettendo una longevità maggiore delle tenute.

- Sistema antiaffondamento/anti dive, esistono varie soluzioni che permettono di utilizzare sospensioni ed ammortizzatori più morbidi che migliorano il comportamento in piega su asfalti rovinati, senza il raggiungimento del finecorsa durante le frenate sul dritto, in quanto il sistema va a contribuire o a livello di sospensione o di ammortizzazione per contrastare la differente sollecitazione date da queste due situazioni estreme.
  - Meccanici è un sistema che aumenta il supporto della sospensione, andando a sfruttare le forze generate durante la frenata ed in particolar modo tra i materiali d'attrito, il sistema utilizzato prevede che la pinza o pinze siano vincolate a una piastra oscillante, la quale tramite un rimando si connette alle piastre di sterzo, creando di fatto un quadrilatero deformabile con un lato comprimibile (forcelle), durante la frenata l'attrito tra le pastiglie freno e il disco genera una coppia di forze, che viene sfruttata tramite l'asta di rimando per trasmettere tale forza alle piastre di sterzo ed aumentare il supporto della moto, andando a coadiuvare il lavoro della sospensione.
  - Idraulici è un sistema che aumenta il freno idraulico in compressione dell'ammortizzatore in frenata, per evitare che il peso della moto si trasferisca troppo velocemente sull'avantreno, permettendo di poter usare sospensioni più morbide e con idraulica meno frenata, in modo da migliorare il comportamento in curva e sulle asperità. Questa soluzione è stata usata per la prima volta nel '69 dalla Honda con il nome di "TRAC system" (Torque Reactive Anti-Dive Control) e prevedeva l'interazione con il sistema frenante, il quale andava ad aumentare il freno idraulido.
Una variazione di questo sistema si ha invece con la Kawasaki GPZ 900R con l'"AVDS" (Automatic Variable Damping System) un sistema che interagiva sempre con il sistema frenante, ma che permette anche una regolazione esterna[4][5].

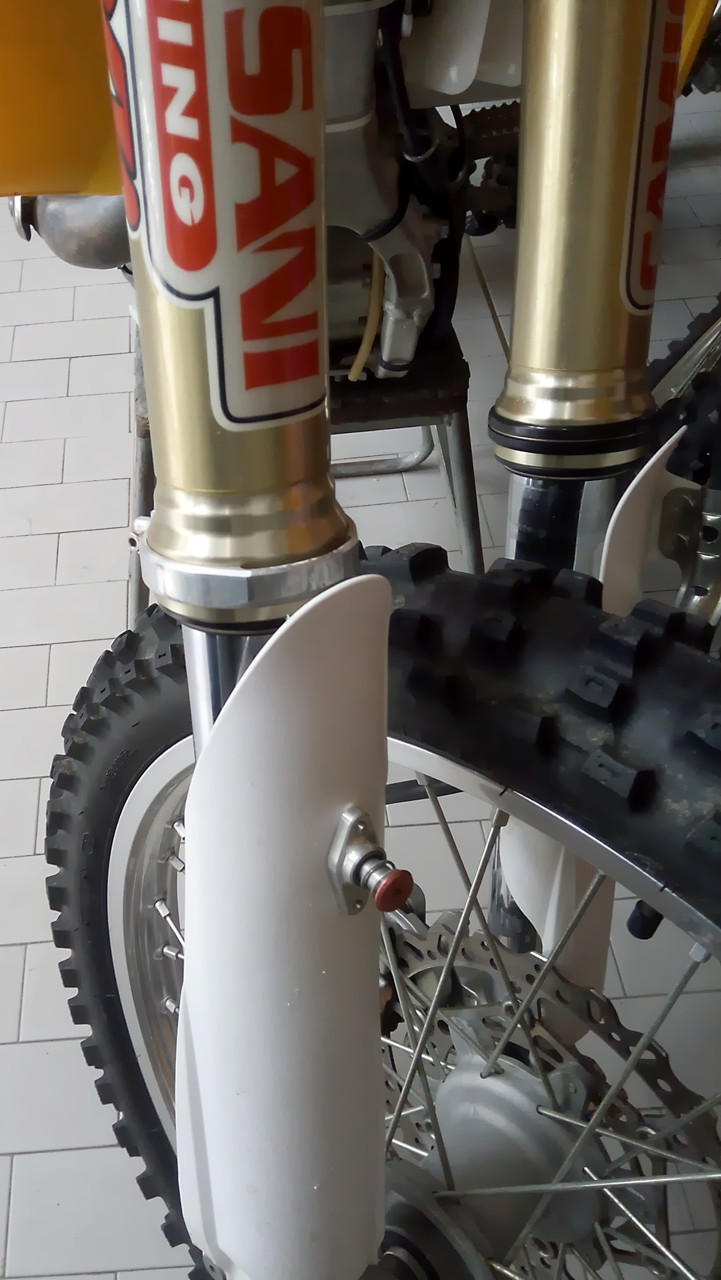
Kit gancio di partenza veloce (Holeshot) su forcelle rovesciate, composto da un pulsante sul parastelo e da una fascetta metallica sul fodero

- Gancio partenza, è un sistema che è stato adottato nel motocross per migliorare la partenza e che si sgancia alla prima frenata. È un sistema costituito da un pulsante metallico (posto sul parasteli)  agganciato a una fascetta avvitata/stretta sulla forcella (sul fodero).
- Perno ruota avvitato o imbullonato il perno ruota a seconda del tipo forcella, se essa a gambali differenziati o gemelli può essere differente, infatti il perno avvitato direttamente al piedino della forcella può essere utilizzato a qualsiasi versione delle forcelle, rendendole molto rigide tra loro, obbligandole a scorrere all'unisono, mentre la soluzione imbullonata, quindi che passa attraverso i due piedini e viene bloccata da un dado, può essere utilizzata solo con gambali gemelli e tarati ugualmente tra loro, questa soluzione che ha debuttato nel motomondiale permette una maggiore libertà tra i due gambali e migliora il comportamento della moto in curva.

## Forcella USD (rovesciata)

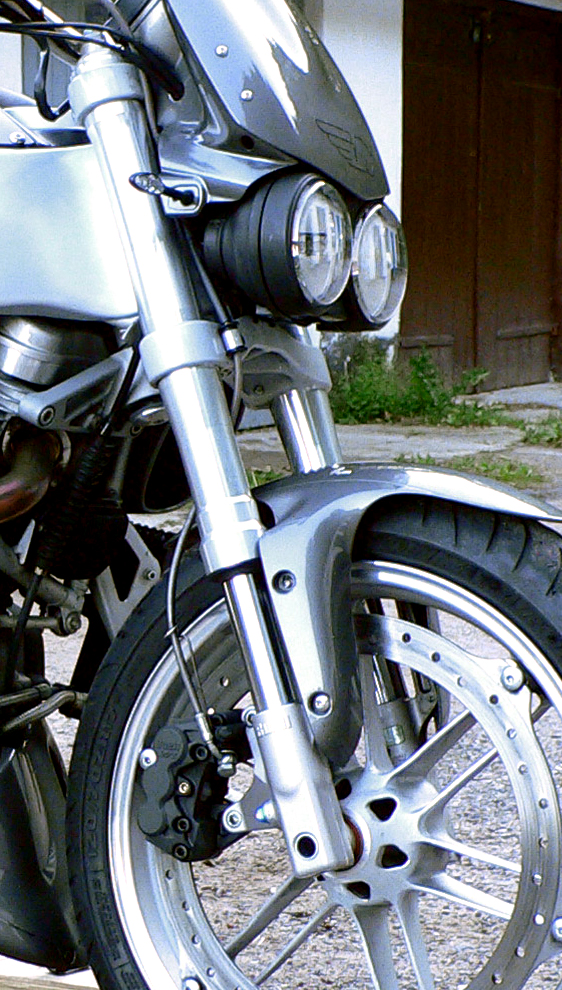
Buell con forcella rovesciata

La forcella USD (acronimo di Up Side Down), detta anche "a steli rovesciati", è una forcella teleidraulica montata rovesciata, Questo per alleggerire il peso delle cosiddette "masse non sospese" forze che agiscono negativamente sul comportamento della sospensione stessa, altro risultato positivo fu la maggiore comodità nell'effettuare le regolazioni idrauliche. Con il modello classico, infatti, le regolazioni si trovano sotto al fodero della forcella, una zona molto scomoda sia per la regolazione che per la progettazione, dal momento che limita le combinazioni di collegamento della ruota. Questi problemi sono stati risolti rovesciando la forcella, mentre le altre regolazioni, come la regolazione del precarico, non hanno avuto miglioramenti.  La ruota viene vincolata agli steli tramite un ulteriore elemento chiamato "piedino", che nei sistemi più economici è integrato nello stelo stesso.
La prima casa costruttrice ad utilizzare questo tipo di sospensione fu la Moto Guzzi già dal 1950 sul Falcone 500. Successivamente venne utilizzato negli anni settanta sulla V7 Speciale e V 850 GT.

### Struttura
La struttura di questa forcella non è molto diversa da quella teleidraulica classica, da cui si differenzia per la sola presenza del piedino che viene fissato all'estremità dello stelo.

### Differenze con la forcella teleidraulica
Questa disposizione delle forcelle presenta anche qualche svantaggio:
- Rapido consumo dell'olio contenuto nella forcella con paraoli consumati o rotti.
- Maggiore esposizione degli steli ad agenti esterni (sassi), ciò richiede una protezione per evitare che si rovinino.
- Cambio olio delle forcelle più articolato: poiché con le forcelle rovesciate non si può avere lo spurgo alla base del gambale, per la rimozione dell'olio richiede che vengano sfilati il gambale dalle piastre e lo stelo dal fodero.
- Aumento delle masse non sospese, dovuto al fatto che i steli, rispetto ai foderi di un equivalente forcella tradizionale, sono in acciaio, che ha una densità maggiore rispetto all'alluminio, inoltre risultano di lunghezza e spessore maggiore, anche se di diametro inferiore, questo conferisce un maggiore volume di materiale usato rispetto alla controparte tradizionale.

Questa disposizione delle forcelle porta come vantaggi:
- Dimensioni più contenute a parità d'escursione, il che la rende preferibile su mezzi compatti che richiedono escursioni elevate.
- Regolazioni idrauliche diversamente posizionate, sono vicino al manubrio per i modelli senza serbatoio separato, mentre nei modelli a serbatoio separato, queste sono sempre posizionate vicino al piedino della forcella.
- Rigidezza flessionale-torsionale, dato dal fatto che il vincolo alle piastre non è tramite lo stelo, ma tramite il fodero, il quale, pur essendo generalmente in alluminio e non in acciaio, ha un diametro maggiore ed un modulo elastico minore compensato dalla maggiore quantità di materiale che è più leggero, inoltre avendo il fodero più lungo dello stelo, hanno una maggiore rigidezza alla flessione.
Per quanto riguarda la torsione/svergolamento, essa ne soffrirà meno rispetto alle forcelle tradizionali senza piastra antisvergolamento, ma che non raggiunge la rigidezza di forcelle tradizionali munite di piastra, piastra che non può essere applicata alle forcelle rovesciate se non tramite una piastra a ferro di cavallo connessa ai piedini, il che ne riduce l'efficacia.

### Accorgimenti caratteristici
Questo tipo di forcella, oltre a poter avere quasi tutti gli accorgimenti della forcella tradizionale, può avere:
- Piedino integrato nei modelli più economici il piedino è saldato/ricavato sullo stelo
- Steli in alluminio, in alcuni modelli destinate alle competizioni questo elemento non è realizzato con il tradizionale acciaio 39NiCrMo3, ma in alluminio, in modo da ridurre le masse non sospese, di contro si riduce la durata nel tempo, causa usura con le boccole di scorrimento.

## Forcella teleidraulica monobraccio
La forcella teleidraulica monobraccio, viene collegata alla ruota tramite un piedino della forcella, che è a forma di braccio curvo, mettendo in comunicazione la ruota con il singolo stelo della forcella; per evitare la rotazione della ruota rispetto al manubrio, si è adoperato un sistema a leve molto semplice, questo sistema è costituito da due leve snodate tra di loro, le quali sono snodate anche su i supporti dove vengono fissate, che sono il piedino della forcella a forma di braccio curvo (che sorregge la ruota anteriore) e la piastra di sterzo inferiore, che tiene bloccato il fodero dello stelo, per quanto riguarda la piastra superiore, questa ha un unico foro per poter fissare il fodero della forcella.
Questo tipo di forcella è stata utilizzata dalla Gilera CX, una motocicletta con motore da 125 cm³ due tempi.

## Forcella Saxon-Motodd (telelever)

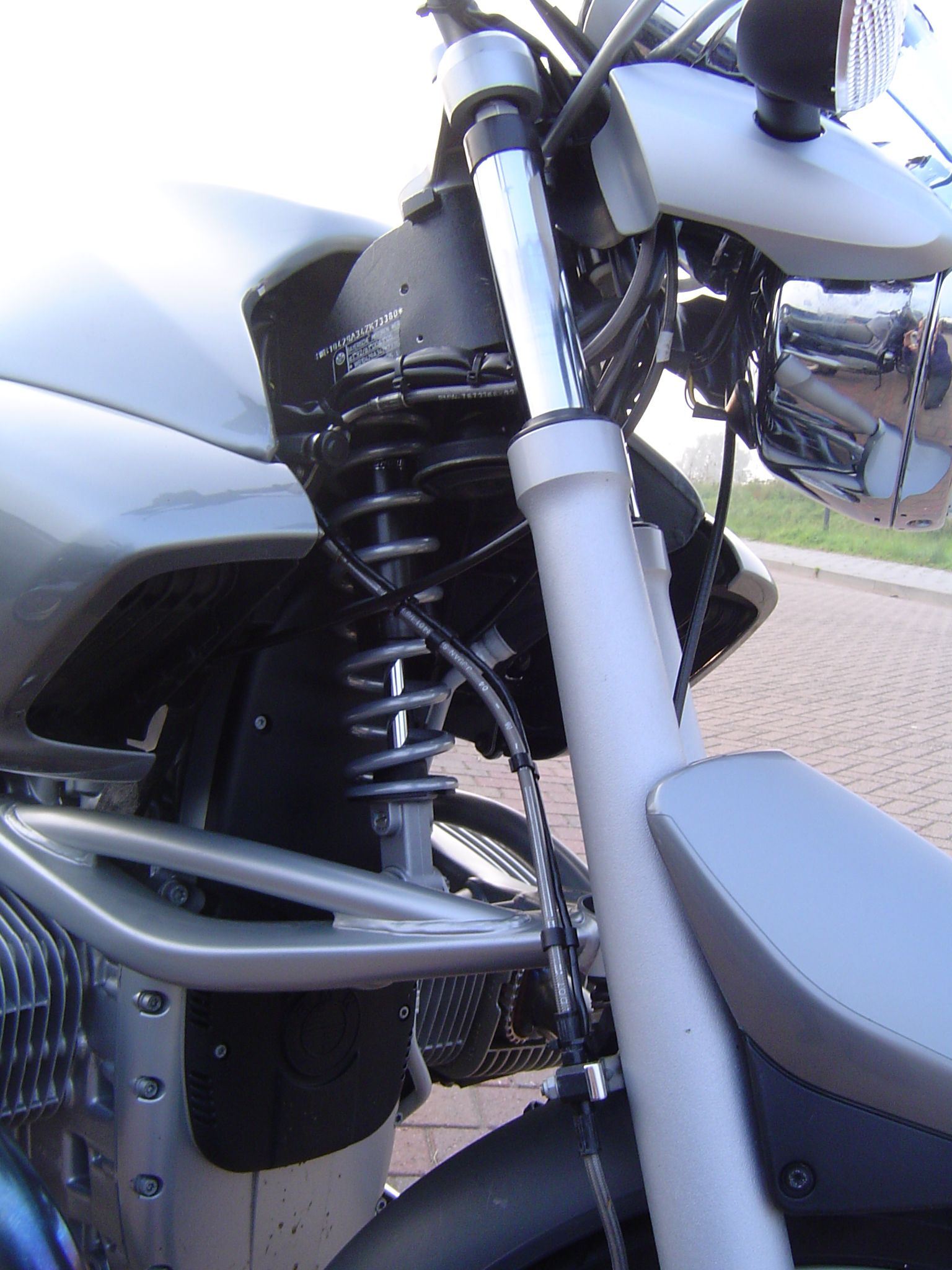
Forcella telelever

Questo tipo di forcella è stata sviluppata da BMW a partire da un progetto di inizio '900 chiamato "Sistema scott".
Questo sistema è formato dalle forcelle che hanno il compito di ammortizzare (smorzare le oscillazioni) e di sterzare le ruote, la funzione di sospensione viene svolta da un braccio (simile al forcellone) che è agganciato sia al telaio che agli steli inferiori della forcella, questo braccio agisce su una sospensione uguale a quella montata sul forcellone.
Cinematicamente questo tipo di sospensione è simile a quella automobilistica tipo macpherson.
I vantaggi di questa forcella sono:
- Scorrimento più agevole dei tubi, dato che la maggior parte delle forze viene assorbita dal braccio inferiore.
- Aumento dell'avancorsa in compressione durante la frenata la forcella si comprime e aumenta la sua inclinazione, questo è dovuto al fatto che il braccio che è agganciato al fodero ruotando su sé stesso, porta lo snodo con cui è vincolato al fodero più in avanti rispetto allo snodo superiore degli steli, questo porta a una riduzione del trasferimento di carico e dell'affondamento.

Gli svantaggi sono:
- Ingombro maggiore
- Complessità il sistema risulta più articolato rispetto alle forcelle telescopiche
- Minore sensibilità di guida

## Forcella Hossack/Fior (Duolever)

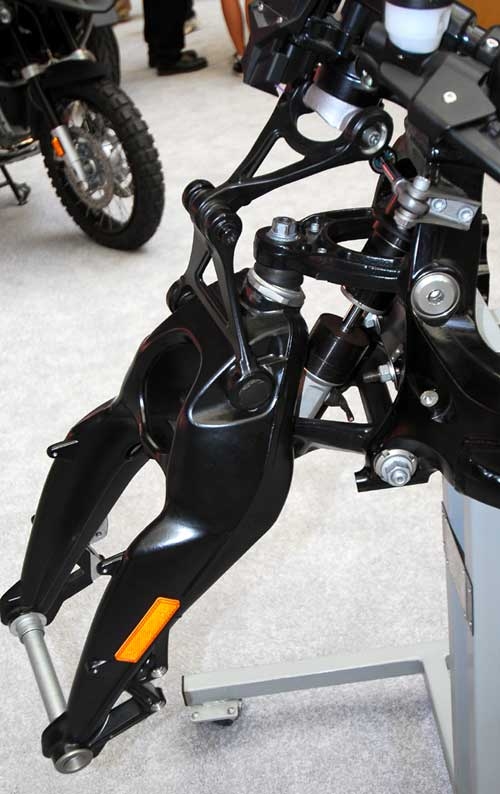
Forcella Duolever

Tale forcella si distingue dal sistema girder per il fatto che separa completamente la sospensione dalle forze di governo (sterzo), è stato sviluppato da Norman Hossack e usato da Claude Fior e John Britten su delle moto da corsa, Hossack stesso ha descritto il sistema come un sistema 'guidato dritto'.
La BMW ha adottato il Duolever a partire dal 2006 su tutti i modelli della serie K con motorizzazione frontemarcia, K1200 S, K1300 S, K1300 R, K1300 GT oltre che, recentemente, sulle nuove K1600.
Tale sistema è formato da una forcella a steli rigidi (come nelle biciclette) la quale è collegata al telaio da due braccetti, formando un quadrilatero articolato, dove la sospensione/ammortizzatore è collegata alla forcella e al telaio della moto, inoltre i due braccetti e la sospensione sono snodati rispetto alla forcella, permettendole di ruotare a destra e sinistra.

Per lo sterzo si hanno due braccetti collegati in serie tra loro, che vanno dalla forcella al manubrio o piastra di sterzo, i quali permettono l'avvicinamento o allontanamento della forcella (richiudendosi) e danno la possibilità di ruotare la forcella a destra e a sinistra.

## Forcella a forcellone

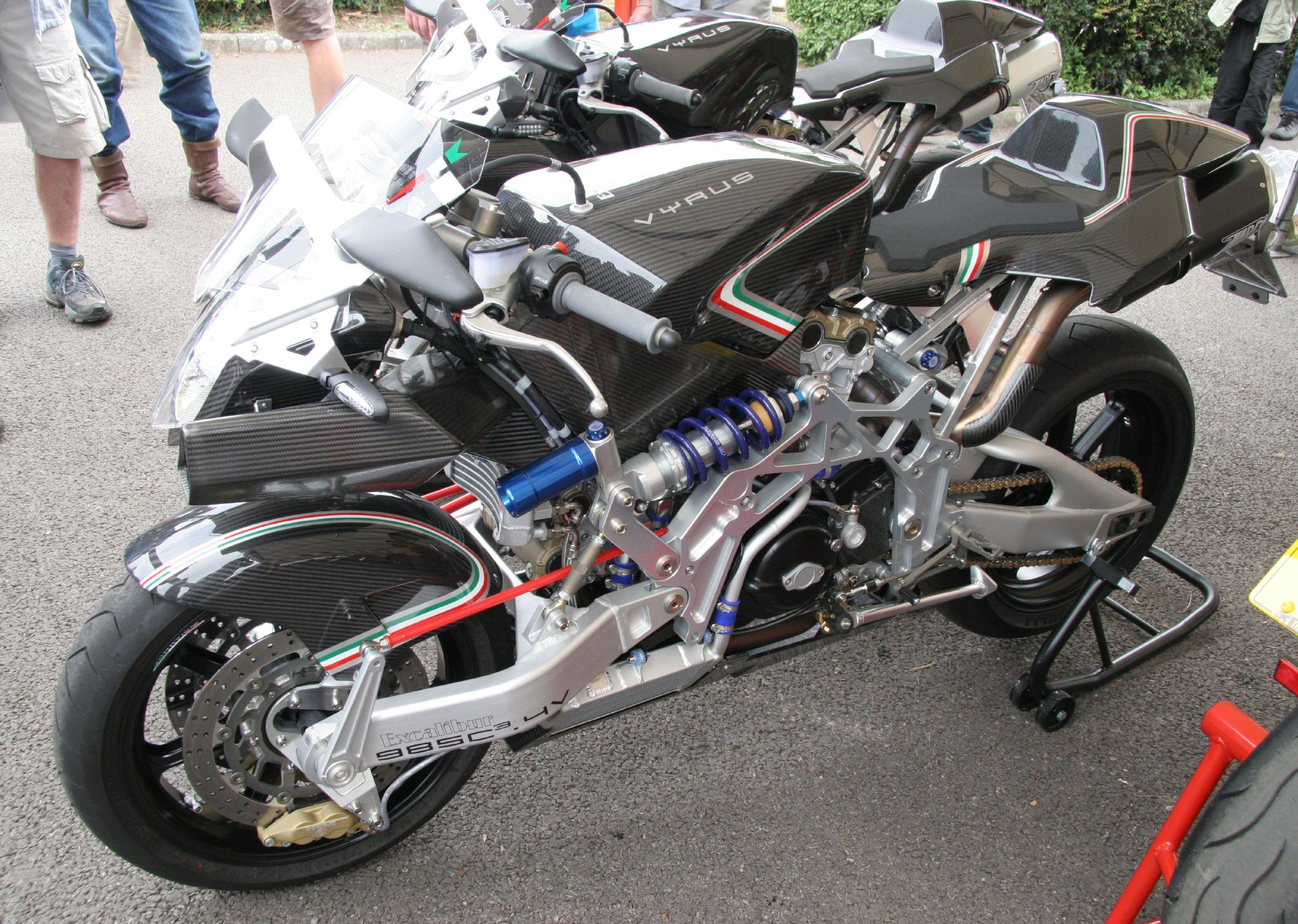
Vyrus con forcella a forcellone (bibraccio)

La forcella in questo caso è un forcellone oscillante esattamente come per il retrotreno e abbiamo anche in questo caso la sospensione/ammortizzatore identica a quella montata al retrotreno, che può essere fatta lavorare in compressione o in estensione, questo sistema viene denominato sterzo con ruota centrata, dall'inglese "Hub-center steering" (HCS).

### Bibraccio
Questo forcellone è molto simile a quello che generalmente viene montato al retrotreno, infatti la forma del forcellone è identica, la differenza la si trova sulla ruota, la quale ruota a destra e sinistra sul perno del forcellone, per poter far questo si utilizza uno snodo sferico che funge da secondo perno (posto all'esterni del perno che fissa la ruota completa e internamente al cuscinetto che la fa rotolare) e una guida (che permette solo la rotazione a destra e sinistra della ruota), dove la parte interna della bronzina dello snodo sferico è fissato al perno che fissa la ruota al forcellone, mentre la parte esterna (di maggiore diametro) che permette la direzionabilità della ruota è fissato internamente al cuscinetto della ruota.

Il perno della ruota e il sistema di sterzo viene tenuto e azionato al forcellone tramite tre bracci ausiliari, di cui due fissate direttamente sul telaio e che agiscono su due leve poste esternamente al forcellone, formando un parallelepipedo snodato con il forcellone, che servono per far ruotare il perno ruota rispetto al forcellone ogni qual volta questo si muova, in modo da evitare che la bussola ruoti (in avanti o indietro) in fase di frenata e permetta che i valori dell'assetto siano costanti, mentre il terzo braccio, che può essere disposto su un qualsiasi lato, serve per far ruotare la bussola in modo da sterzare la ruota, questo terzo braccio è collegato al manubrio tramite un sistema a leve e aste.

### Monobraccio

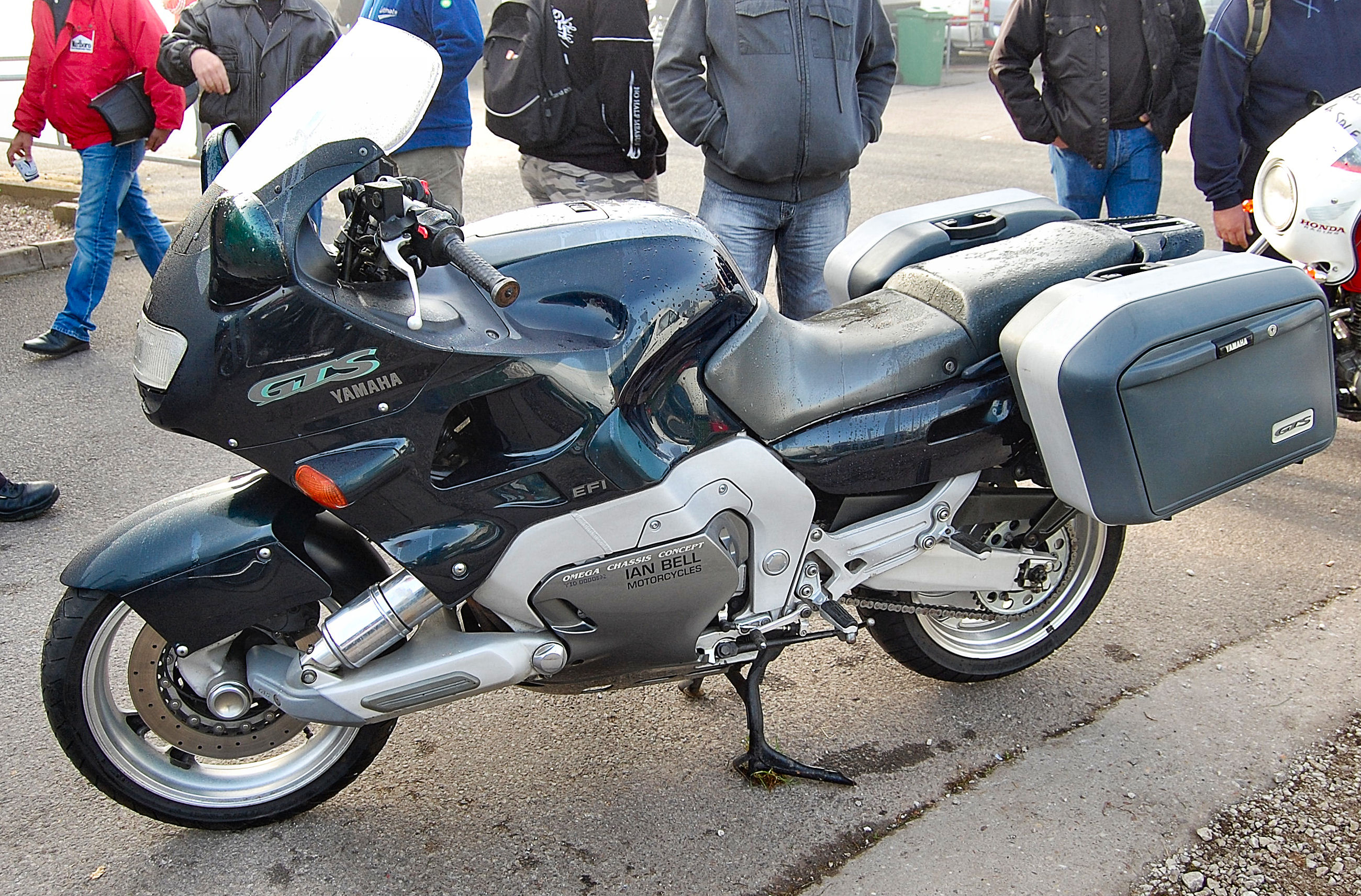
Yamaha GTS 1000 con forcella a forcellone (monobraccio)

Questo tipo di forcella è stato utilizzato anche su alcune versioni di una moto da competizione, la Honda Rosset-Elf 500 dell'omonimo team, che ha partecipato alle competizioni dal '78 all'88, arrivando alla sua quinta versione (Elf 5), ma questa moto utilizzava un sistema diverso per il controllo della ruota, molto più simile al sistema usato per le automobili, infatti utilizzava due forcelloni monobraccio (entrambi con il braccio disposto sul medesimo lato) i quali reggevano il portamozzo che era libero di ruotare a destra e sinistra, alla quale era fissato il mozzo con la ruota e la pinza del freno, per poter ruotare questo portamozzo e permettere la sterzata si utilizza anche qui un sistema a leve e bracci.

### Caratteristiche
Le caratteristiche di questo tipo di forcella sono:
- Robustezza: questo sistema risulta più rigido e resistente rispetto a una forcella, che è soggetta a flettersi e a creare una grande coppia alla sede d'ancoraggio, richiedono un suo irrobustimento, mentre con questo sistema non sono richiesti irrobustimenti.
- Maggiore costanza dell'interasse: con la compressione della forcella si ha una riduzione dell'iterasse, mentre su questi sistemi, si ha inizialmente un allungamento, poi un accorciamento, questo è dato dall'inclinazione del forcellone.
- Quote costante dell'angolo di sterzo
- Quote costante dell'avancorsa: questo è dato dal quadrilatero snodato, che può a seconda delle varie misure delle diverse parti che lo compongono, dare un'avancorsa costante, un'avancorsa crescente o decrescente (caso classico della forcella) all'aumentare della compressione.
- Minore affondamento: questo è dato dal fatto che in frenata la coppia che si genera a livello della pinza e quindi del forcellone, contrasta con la maggiore forza data dallo spostamento di carico che normalmente andrebbe a conferire un maggiore affondamento, mentre nelle tradizionali forcelle telescopiche la coppia che si genera dalla frenata porta ad aumentare il trasferimento del carico, dato che questa non coadiuva con la normale funzione della sospensione, quindi agendo direttamente sulla moto la fa ruotare in avanti e per questo si ha una maggiore tendenza all'affondamento dell'avantreno.

## Forcella MonoSpring Fork MSF

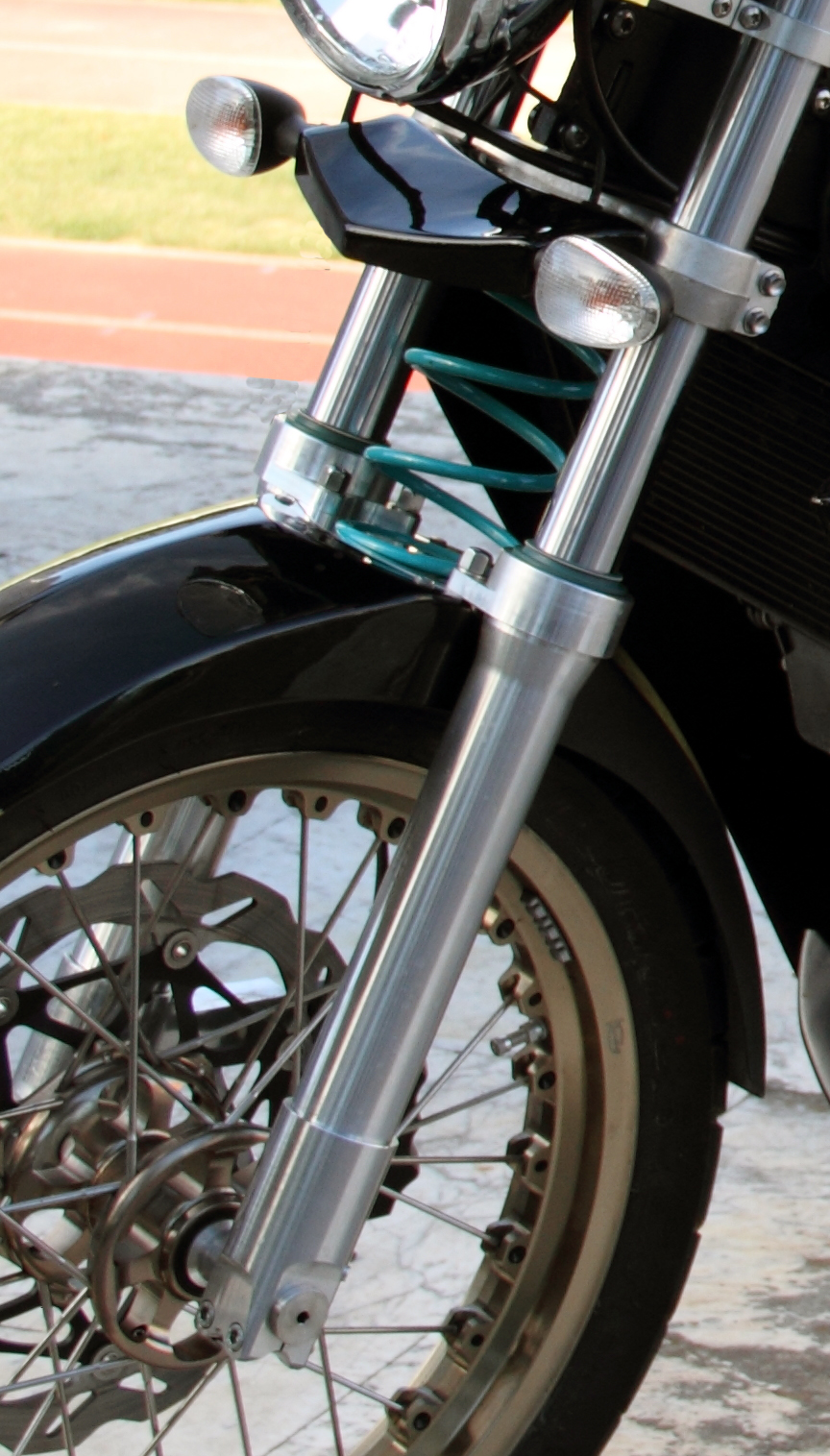
La forcella MonoSpring Fork

Forcella MonoSpring Fork MSF, (EPO n. 2076424) è una forcella di tipo teleidraulica tradizionale sulla quale si è intervenuto con il duplice obiettivo di eliminare totalmente gli attriti tra molla e steli e superare il vantaggio della USD in termini di rigidezza longitudinale (utile in frenata).

### Vantaggi
L'aumento di tale rigidezza arriva sino al 40% in più inserendo opportuni setti negli steli nel tratto più sollecitato (tra piastra inf. di sterzo e DU sup. del fodero), reso disponibile dalla assenza delle molle interne.
Il collegamento tra i foderi sostiene la molla e rende più adatto l'uso di un impianto frenate monodisco per l'intrinseca resistenza allo svergolamento.
Il peso totale è equiparabile alle unità USD ma con il vantaggio di una sensibile riduzione delle masse non sospese.
Nel confronto con la USD, a pari diametro di stelo (campione di 43 mm), la MSF è circa il 25% più rigida con il vantaggio di poter differenziare la rigidezza longitudinale da quella trasversale con opportuni profili di setti.
Inoltre il comportamento dinamico di una singola molla avente un diverso rapporto altezza/lunghezza produce una maggiore reattività che all'atto pratico permette di ridurre il K a pari sostegno.
Tutta la componentistica e le lavorazioni sono di tipo tradizionale.

### Svantaggi
Nel caso di forti escursioni (come l'uso in fuoristrada) è necessario far lavorare la molla disassata con maggiori ingombri ed un uso dei foderi a perno trascinato.

## Regolazioni & sensori
Le forcelle sono costituite da un elemento sospensorio e un elemento ammortizzante, di conseguenza possono avere le regolazioni di uno di questi componenti o entrambi:
Regolazioni dell'ammortizzatore:
- Estensione
- Compressione

Regolazioni della sospensione:
- Precarico

Le forcelle possono essere dotate di vari sistemi per migliorare la gestione del veicolo:
- Sensore per la compressione, permette di monitoriate/diagnosticare il corretto o errato comportamento della forcella/sospensione, in modo da ridurre i tempi necessari per la regolazione
- Sospensioni semiattive
- Sospensioni attive

## Accorgimenti generali
Alcune soluzioni o obbiettivi sono accomunabili ai diversi sistemi, quali:
- Leggerezza, la riduzione del peso permette di ridurre il peso complessivo e la maneggevolezza del mezzo, utile in particolari situazioni come il trial, che richiede un elevato impegno fisico ed elevata maneggevolezza
  - Delle parti non sospese permette di migliorare la risposta della sospensione, un esempio sono i sistemi telescopici, dove lo stelo invece d'essere in acciaio viene prodotto in alluminio come il fodero.
- Riporti ad alta resistenza nei sistemi che incorrono ad attrito radente, in particolar modo i sistemi con parti telescopiche, si utilizza un riporto per ridurre l'usura e migliorare la scorrevolezza.